# Megacyllene costaricensis
Megacyllene costaricensis är en skalbaggsart som först beskrevs av Thomson 1860.  Megacyllene costaricensis ingår i släktet Megacyllene och familjen långhorningar.
Artens utbredningsområde är Costa Rica. Inga underarter finns listade i Catalogue of Life.